# آدم مالك (تنس)
آدم مالك مواليد 10 مايو 1967 في جوهر، ماليزيا، هو لاعب كرة مضرب ماليزي سابق وكان يلعب باليد اليمنى. أعلى تصنيف له في الفردي كان المركز الـ 436 في سنة 1995. أعلى تصنيف له في الزوجي كان المركز الـ 122 في سنة 1994.

## النهائيات

### الزوجي: 1 (0–1)
| الحصيلة | الرقم | السنة | الدورة      | الأرضية | الشريك      | المنافس                   | النتيجة       |
| ------- | ----- | ----- | ----------- | ------- | ----------- | ------------------------- | ------------- |
| الوصافة | 1.    | 1994  | سانكت بولتن | ترابية  | جيف تارانغو | فوجتيتش فلجل أندرو فلوران | 6–3, 1–6, 4–6 |

## روابط خارجية
- آدم مالك على موقع رابطة محترفي التنس (الإنجليزية)
- آدم مالك على موقع الاتحاد الدولي لكرة المضرب (الإنجليزية)
- آدم مالك على موقع كأس ديفيز (الإنجليزية)
- آدم مالك على موقع خلاصة التنس.كوم (الإنجليزية)